# 古巴貝氏石首魚
古巴貝氏石首魚為輻鰭魚綱鱸形目鱸亞目石首魚科的其中一種，分布於西大西洋區，包括美國佛羅里達州南部、美屬維京群島、大安地列斯群島等海域，棲息深度3-10公尺，本魚體藍灰色，背部和上部兩側具分散的黑斑，側線以下具縱向條紋。口亞中，略斜，下巴沒有觸鬚，背鰭硬棘10-11枚;背鰭軟條25-29枚;臀鰭硬棘2枚;臀鰭軟條7-8枚，體長可達25公分，棲息在有遮蔽的淺水域，以甲殼類為食，可作為食用魚及觀賞魚。